# Jangipur (Uttar Pradesh)
Jangipur – miasto w północnych Indiach w stanie Uttar Pradesh, na Nizinie Hindustańskiej.
Populacja miasta w 2001 roku wynosiła 11 100 mieszkańców.